# 소옹 (삼국지연의)
소옹(蘇顒)은 사서가 아닌 소설 《삼국지연의》에 등장하는 가공의 인물이다. 제갈량의 제1차 북벌에서 곽회의 부장으로 설정되었다. 후퇴하는 조운을 추격하다가 목숨을 잃는다.

## 묘사
제95회에만 출현한다. 제갈량이 제1차 북벌에 실패하고 퇴각한다. 기곡(箕谷)에서 의병(疑兵) 역할을 하던 조운과 등지도 철수한다. 곽회가 이를 추격하며 선봉장 소옹에게 신중히 경계할 것을 분부한다. 3천 명으로 뒤쫓는데 산비탈 뒤쪽에 ‘조운’이라 써진 붉은 깃발이 보인다. 이에 급히 물러나는데 몇 리 가지 않아 뜬금없이 조운이 나타난다. 어떻게 여기에도 조운이 있냐며 놀라는 사이 조운의 창에 찔려 사망한다. 이는 등지가 조운의 깃발을 들고 천천히 퇴군하고, 조운이 그 뒤에 숨어 엄호하고 있었기 때문이다.

## 참고 문헌
- 나관중 원저, 모종강 개찬, 《삼국지연의》